# Sergueï Zavialov
 (juin 2025).
La mise en forme du texte ne suit pas les recommandations de Wikipédia : il faut le « wikifier ».
Les points d'amélioration suivants sont les cas les plus fréquents. Le détail des points à revoir est peut-être précisé sur la page de discussion.
- Les titres sont pré-formatés par le logiciel. Ils ne sont ni en capitales, ni en gras.
- Le texte ne doit pas être écrit en capitales (les noms de famille non plus), ni en gras, ni en italique, ni en « petit »…
- Le gras n'est utilisé que pour surligner le titre de l'article dans l'introduction, une seule fois.
- L'italique est rarement utilisé : mots en langue étrangère, titres d'œuvres, noms de bateaux, etc.
- Les citations ne sont pas en italique mais en corps de texte normal. Elles sont entourées par des guillemets français : « et ».
- Les listes à puces sont à éviter, des paragraphes rédigés étant largement préférés. Les tableaux sont à réserver à la présentation de données structurées (résultats, etc.).
- Les appels de note de bas de page (petits chiffres en exposant, introduits par l'outil «  Source ») sont à placer entre la fin de phrase et le point final[comme ça].
- Les liens internes (vers d'autres articles de Wikipédia) sont à choisir avec parcimonie. Créez des liens vers des articles approfondissant le sujet. Les termes génériques sans rapport avec le sujet sont à éviter, ainsi que les répétitions de liens vers un même terme.
- Les liens externes sont à placer uniquement dans une section « Liens externes », à la fin de l'article. Ces liens sont à choisir avec parcimonie suivant les règles définies. Si un lien sert de source à l'article, son insertion dans le texte est à faire par les notes de bas de page.
- La présentation des références doit suivre les conventions bibliographiques. Il est recommandé d'utiliser les modèles {{Ouvrage}}, {{Chapitre}}, {{Article}}, {{Lien web}} et/ou {{Bibliographie}}. Le mode d'édition visuel peut mettre en forme automatiquement les références.
- Insérer une infobox (cadre d'informations à droite) n'est pas obligatoire pour parachever la mise en page.

Pour une aide détaillée, merci de consulter Aide:Wikification.
Si vous pensez que ces points ont été résolus, vous pouvez retirer ce bandeau et améliorer la mise en forme d'un autre article.
Pour les articles homonymes, voir Zavialov.
 (janvier 2022).
Sergueï Alexandrovitch Zavialov (en russe : Сергей Александрович Завьялов), né le 18 mai 1958 à Tsarskoïe Selo (Pouchkine près de Leningrad) est un poète russe.

## Biographie
Issu d'une famille mordve, il vit à Saint-Pétersbourg de 1970 à 2004. En 1985[réf. à confirmer], après avoir fini ses études de lettres classiques à l'Université de Léningrad, il enseigne les langues anciennes et la littérature dans le supérieur. Il quitte la Russie pour la Finlande en 2004. Depuis 2011, il vit à Winterthour (Suisse).
Il publie ses premiers poèmes sous forme de samizdat et est devenu membre du “Club-81”, union des écrivains qui s’opposaient à la littérature soviétique officielle.
Dans les années 1990, il participe à des actions avec les poètes associés au postmodernisme (Arkadi Dragomochtchenko, Aleksander Skidan (en), Dmitri Golynko, etс.).
Sa poésie passe du vers libre au poème en prose, du lyrique à l’épique, et se tourne de plus en plus vers les tragédies du passé et les problèmes actuels.
Dans les années 2000, il publie une série d’essais consacrés à la poésie soviétique comme le témoignage traumatique et aux sujets postcoloniaux surtout en référence à l’identité mordve et finno-ougrienne.

## Œuvre

### Poésies
- Оды и эподы / Odes et épodes, Saint-Pétersbourg: Boreï-Art, 1994.
- Мелика / Mélique, Moscou: Argo-Risque, 1998.
- Мелика: книги 1-2 / Mélique: livres 1-2, Moscou: éditions Novoïe Literaturnoïe Obozreniïe (Nouvelle Revue Littéraire), 2003.
- Речи / Discours, Moscou: éditions Novoïe Literaturnoïe Obozreniïe (Nouvelle Revue Littéraire), 2010.
- Советские кантаты / Cantates soviétiques, Saint-Pétersbourg – Moscou: Translit – Edition marxiste indépendante, 2015.
- Стихотворения и поэмы 1993–2017 / Poésies 1993–2017, Moscou: éditions Novoïe Literaturnoïe Obozreniïe (Nouvelle Revue Littéraire), 2018. -  (ISBN 978-5-4448-0733-0)
- Оды 1984—1990/ Odes 1984—1990, Saint-Pétersbourg – Moscou: Palmira / Rugram. 2022. -  (ISBN 978-5-517-02836-5)

### Essais
- Перипетия и трагическая ирония в советской поэзии / Péripétie et ironie tragique dans la poésie soviétique // Novoïe Literaturnoïe Obozreniïe (Nouvelle Revue Littéraire) no 59 (2003).
- Концепт «современности» и категория времени в «советской» и «несоветской» поэзии/ Concept de « contemporain » et catégorie du temps dans la poésie soviétique et non-soviétique // Novoïe Literaturnoïe Obozreniïe (Nouvelle Revue Littéraire) no 62 (2003).
- Поэзия Айги: разговор с русским читателем / La poésie d’Aïgui: entretien avec le lecteur russe // Novoïe Literaturnoïe Obozreniïe (Nouvelle Revue Littéraire) no 76 (2006).
- Сквозь мох беззвучия: поэзия восточнофинского этнофутуризма / A travers la mousse du mutisme : la poésie de l’ethnofuturisme finno-ougrien oriental // Novoïe Literaturnoïe Obozreniïe (Nouvelle Revue Littéraire) no 85 (2007).
- «Поэзия – всегда не то, всегда – другое»: переводы модернистской поэзии в СССР в 1950 – 1980-е годы / « La poésie - toujours à contre-temps, toujours-autre » : les traductions de la poésie moderniste en URSS dans les années 1950-1980 // Novoïe Literaturnoïe Obozreniïe (Nouvelle Revue Littéraire) no 92 (2008).
- Советский поэт (А. Т. Твардовский) / Un poète soviétique (A. T. Tvardovski) // Literatournaïa matritsa : Outchebnik, napisannyi pisateliami (Matrice littéraire : manuel écrit par les écrivains), Saint-Pétersbourg : Limbus press, 2010, T. 2.
- Разговор о свободном стихе как приглашение к классовому анализу / Entretien sur le vers libre comme l'invitation à une analyse des classes // Novoïe Literaturnoïe Obozreniïe (Nouvelle Revue Littéraire) no 114 (2012).
- Что остается от свидетельства: меморизация травмы в творчестве Ольги Берггольц / Que reste-t-il du témoignage : la mémoire traumatique dans l’œuvre d'Olga Bergholz // Novoïe Literaturnoïe Obozreniïe (Nouvelle Revue Littéraire) no 116 (2012).
- Ретромодернизм в ленинградской поэзии 1970-х годов / Retromodernisme dans la poésie de Leningrad des années 1970 // Вторая культура: неофициальная поэзия Ленинграда в 1970-1980-е годы (Une deuxième culture : la poésie non officielle de Léningrad dans les années 1970-1980). Genève – Saint-Pétersbourg, (2013).

### Traductions
en français:
- Horatii paraphrases. Carmina praeusta frigore / Paraphrases d’Horace. Vers brûlés par le froid (vers « gelés ») [cycle des poèmes] // Anthologie de la poésie russe contemporaine 1989-2009 / Bacchanales no 45. (Traduit par Hélène Henry-Safier). Saint-Martin d’Hères [Grenoble] : Maison de la poésie Rhône-Alpes, 2010.
- Tibulle à Corcyre. Tristia [poèmes] // Poésie 1 / Vagabondages no 28, 2001 (Traduit par Hélène Henry).
- Choc dur [poèmes] // Siècle 21 2003 no 3 (Traduit par Hélène Henry).
- Manuscrits d’écorce des Mordves-erzia et Mordves-mokša [cycle des poèmes] // Missives no 235, septembre 2004 (Traduit par Hélène Henry).
- Les seuils de Vantaa [cycle des poèmes] // Action poétique no 185, 2006 (Traduit par Yvan Mignot).
- Quelques traductions non réalisées [cycle des poèmes] // Mir no 1, 2007 (Traduit par Yvan Mignot).
- Les quatre bonnes nouvelles [poème épique] // Action poétique no 202, 2010 (Traduit par Yvan Mignot).
- Le Jeûne de l'Avent (version intégrale) //La Revue de Belles-Lettres 2019,2 (Traduit par Yvan Mignot)

en anglais :
- Sergey Zavyalov. Advent, Leningrad, 1941. Geneva: Molecular Press, 2017. —  (ISBN 978-2-9700376-4-4)
- Crossing Centuries: The New Generation in Russian Poetry. Jersey City, NJ: Talisman, 2000. —  (ISBN 1-883689-89-9)
- Essay & Two Poems (Translated by Thomas Epstein & Simona Schneider) // Aufgabe (NY) no 8, 2009.
- Four Good News Stories (With an introduction by translator Eugene Ostashevsky (en)), 2023.

en allemand :
- Vor dem Fenster unten sind Volk und Macht: Russische Poesie der Generation 1940—1960. Ausgewählt und übersetzt von Robert Hodel (de). Zweisprachig. Leipziger Literaturverlag, 2015
- Sergej Sawjalow. Schau dem Unglück in die unbewegten Augen.(Aus dem Russischen von Kerstin Holm (de)). Frankfurter Allgemeine Zeitung 06.08.2016 Archivkopie11.10.2016.
- Sergej Sawjalow. Nahe der Brandung. Gedichte und Poeme. Herausgegeben und übertragen von Christine Hengevoß. Sisifo press im Leipziger Literaturverlag, 2024. – 294 S.  (ISBN 978-3866603028)

en italien :
- Sergej Zav’jalov. Il digiuno natalizio. A cura di Paolo Galvagni (ru). [Roma]: Fermenti editrice, 2016. p. 148.  (ISBN 978-88-97171-72-0)
- La nuova poesia russa (Trad. di Paolo Galvagni). Milano: Crocetti, 2003.

en suedois :
- Sergej Zavjalov. Melik & tal. Texter i urval och översttäning av Mikael Nydahl (sv)[sv]. [Malmö]: Ariel Skrifter, 2009.

en finnois :
- Sergej Zavjalov. Melika. Suomentanut Jukka Mallinen (en). Helsinki: Ntamo, 2007. —  (ISBN 978-952-215-011-0)
- Sergei Zavjalov. Joulupaasto. Suomentanut Jukka Mallinen. Helsinki: Poesia, 2012. —  (ISBN 978-952-5954-33-3)

en estonien :
- Sergei Zavjalov. Meelika. Kõned. Vene keelest tõlkinud Katrin Väli (de)[de] ja Aare Pilv (de)[de]. Tallinn: Kite, 2015. 144 s. —  (ISBN 978-9949-9621-7-4)
- Sergei Zavjalov. Ars Poetica. Valik esseid. Vene keelest tõlkinud Aare Pilv. Tallinn: Tallinna Ülikooli Kirjastus, 2016, 269 lk. —  (ISBN 978-9985-58-815-4)

en serbe :
- Сергеj Завjалов. Мелика. С руског превела и поговор написала Мирjана Петровић-Филиповић. Краљево: Народна библиотека «Стефан Првовенчани», 2019. — 204 ст. —  (ISBN 978-86-80522-55-5)
- Сергеj Завjалов. Совjетске кантате (Les cantates soviétiques). С руског превела Корнелиjа Ичин (ru). Београд: Тређи Трг, 2022. — 287 ст. —  (ISBN 978-86-64071-90-1)

en chinois :
- 谢尔盖 扎维亚洛夫 Dang Dai E Luo Si Shi Xuan (Transl. By Wen Zhexian. Beijing: Renmin wenxue chubanshe, 2006 — s. 214—221